# Hernest Malonga
Hernest Malonga (3 de octubre de 2002) es un futbolista congoleño que juega en la demarcación de defensa para el Diables Noirs de la Primera División del Congo.

## Selección nacional
Tras jugar en las categorías inferiores de la selección, finalmente hizo su debut con la selección de fútbol de la República del Congo en un partido amistoso contra Níger que finalizó con un resultado de 0-1 tras el gol de Guy Mbenza.

## Clubes
| Club          | País                | Año       | Partidos | Goles |
| ------------- | ------------------- | --------- | -------- | ----- |
| Tongo FC      | República del Congo | 2019-2021 |          |       |
| Diables Noirs | República del Congo | 2021-     | 11       | 0     |